# Edward Drummond (1792–1843)
Edward Drummond (30 de marzo de 1792 - 25 de enero de 1843), fue un funcionario británico y fue secretario personal de varios primeros ministros británicos. Daniel McNaughton le disparó fatalmente, cuyo juicio posterior dio lugar a las reglas de McNaughton, la prueba legal de locura utilizada en muchas jurisdicciones de derecho consuetudinario.

## Vida y carrera
Drummond era miembro de la familia propietaria y directora de Drummonds Bank, y bisnieto de William Drummond, cuarto vizconde de Strathallan, quien murió luchando por la causa jacobita en la Batalla de Culloden en 1746. Sus padres eran Charles Drummond, un banquero, y su esposa, Frances Dorothy (ella misma la segunda hija del reverendo Edward Lockwood). Fue uno de nueve hijos, de los cuales cinco sobrevivieron hasta la edad adulta. Su hermana Charlotte no se casó y compartió una casa con él en Lower Grosvenor Street. Su hermano mayor, Charles, siguió a su padre al banco; el hermano menor Berkeley entró en el ejército y el hermano menor Arthur en la iglesia.  Drummond ingresó al servicio civil en junio de 1814, convirtiéndose en empleado de Hacienda. Más tarde fue secretario privado de una sucesión de primeros ministros británicos: George Canning, Lord Goderich, el primer duque de Wellington y Robert Peel.

### Asesinato
En la tarde del 20 de enero, Drummond caminaba por Whitehall de regreso a Downing Street después de visitar a su hermano en el banco de Charing Cross cuando Daniel McNaughton, un tornero escocés, se le acercó por detrás, sacó una pistola y disparó a quemarropa. campo de tiro en blanco en su espalda. McNaughton fue dominado por un agente de policía antes de que pudiera disparar una segunda pistola. En general, se piensa, aunque la evidencia no es concluyente, que McNaughton tenía la impresión de que había disparado contra el primer ministro Robert Peel. En un principio se pensó que la herida de Drummond no era grave. Se las arregló para caminar de regreso a su casa, le quitaron la bala y los primeros informes de los periódicos fueron optimistas: "La pelota ha sido extraída. Ninguna parte vital está lesionada, y los cirujanos Guthrie y Bransby Cooper tienen todas las razones para creer que El Sr. Drummond está muy bien". Sin embargo, surgieron complicaciones y Drummond murió cinco días después, a los 50 años. Fue enterrado en la iglesia de St Luke, Charlton, donde su hermano Arthur era rector. Spencer Perceval, el primer ministro que había sido asesinado en 1812 (y cuya hermana Mary había estado casada con el tío de Drummond, Andrew Berkeley Drummond), también fue enterrado en Charlton, en el panteón de la familia Egmont.
La reina Victoria, escribió en una carta a su tío, el rey Leopoldo I de Bélgica que "lamentamos universalmente al pobre Drummond". McNaughton fue juzgado por asesinato, pero declarado no culpable por demencia y internado en el Bethlem Hospital y más tarde en el Broadmoor Hospital. Las Reglas de McNaughton desarrolladas por la Cámara de los Lores después de su juicio establecerían la base para la defensa por locura en todos los países de derecho consuetudinario. En 1843, un cirujano que se oponía a la sangría publicó un panfleto anónimo en el que afirmaba que Drummond no murió por el disparo de McNaughton, sino por el tratamiento médico que recibió después. Dijo que una herida de bala como la sufrida por Drummond no era necesariamente fatal y criticó a los médicos de Drummond por quitarle la bala apresuradamente y por las repetidas sangrías.

## En la cultura popular
Drummond aparece como un personaje en la temporada 2 de la serie de televisión de ITV Victoria, estelarizado por Leo Suter. Se le representa considerablemente más joven que en la década de 1840, y el año y las circunstancias de su asesinato se modifican significativamente. También se muestra que tiene una relación con Lord Alfred Paget (interpretado por Jordan Waller, lo que generalmente se considera improbable.  En la serie de televisión, Drummond muere instantáneamente cuando se arroja frente a la bala de un asesino para proteger a Peel inmediatamente después de la votación para derogar las Leyes del Maíz.